# 숀 켈리 (사이클 선수)

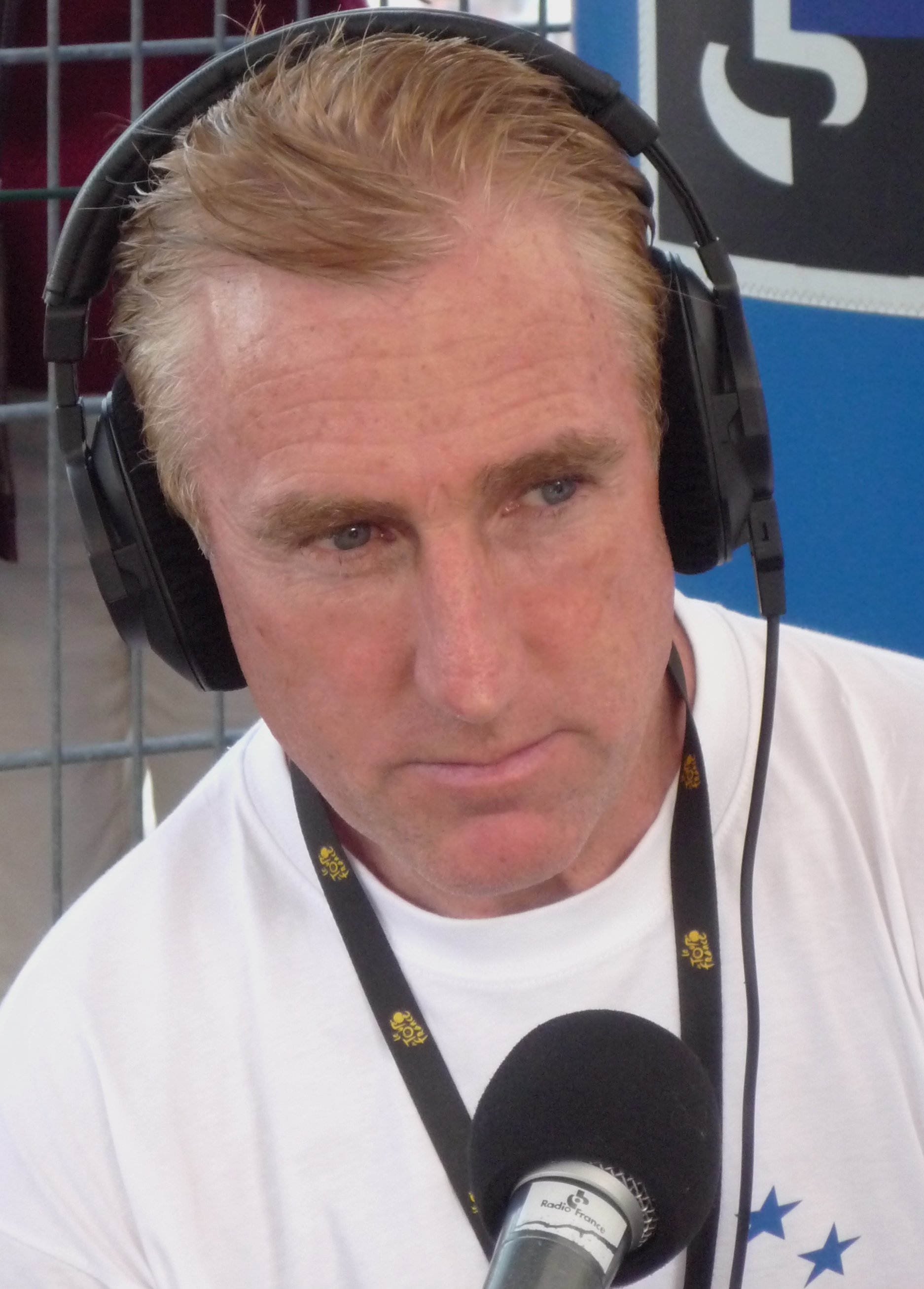
숀 켈리

숀 켈리(Sean Kelly, 1956년 5월 21일 ~ )는 아일랜드의 사이클 선수이다.

## 같이 보기
- 분류:아일랜드의 사이클 선수